# Taiyō no kisetsu
Taiyō no kisetsu (太陽の季節? lett. "Stagione del sole") è un dorama stagionale estivo in 11 puntate prodotto da TBS e mandato in onda nel 2002. Si tratta di un adattamento del romanzo del 1956 di Shintarō Ishihara di cui, nel 1986 è stata tratta anche una serie anime in 34 episodi trasmessa da Nippon Television rimasta inedita in Italia.

## Trama
Tatsuya è uno studente di college che si trova a soffrire emotivamente di un suo interiore tormento personale; una volta era un tipo allegro ed espansivo, ma ora sembra posseduto senza tregua da una qualche sorta di rancore che non gli lascia più vivere serenamente i suoi rapporti con gli altri. Si saprà in seguito che il problema è dato dalla provenienza popolare della famiglia del padre e dalla povertà in cui è stato costretto a vivere per tutti gli anni dell'infanzia.
Col tempo è riuscito a fare amicizia col ragazzo più benestante che frequenta la sua stessa scuola, aperto e semplice, solare e fiducioso, il tipico bravo ragazzo che Tatsuya cercherà in tutti i modi e maniere possibili di distruggere, facendogli dispetti di ogni tipo (il primo dei quali sarà strisciargli la carrozzeria dell'auto nuova). Superficialmente continua a fingere d'essere un amico sincero.
Conoscerà poi una giovane musicista e pianista di talento, Eiko, la quale a seguito dell'incidente stradale occorsogni anni prima si trova costretta chiusa in casa; anche lei di famiglia benestante, non va d'accordo con la madre che non comprende ed anzi disdegna il suo talento di compositrice.
Mentre la giovane ragazza appoggiandosi a Tatsuya proverà a liberarsi dall'oppressivo ambiente familiare in cui è stata fino ad allora rinchiusa, quest'ultimo comincerà suo malgrado a ritrovare un poco della serenità perduta grazie al rapporto umano sincero venutosi ad instaurare con ella.

## Personaggi
- Hideaki Takizawa - Tsugawa Tatsuya
- Chizuru Ikewaki - Izumi Eiko
- Yoshinori Okada - Kawano Kouhei
- Rio Matsumoto - Komiyama Yuki
- Sosuke Takaoka - Sahara Shinji
- Shūgo Oshinari - Motoshiro Naoto
- Hirofumi Arai
- Kei Ishibashi
- Takuji Fukae
- Rie Ishida
- Marika Matsumoto
- Ryoji Morimoto
- Tatsuya Hirata
- Kentaro Ono
- Erisa Yanagi
- Akira Hamada
- Ryosuke Nogi
- Koji Ohkura
- Kenichi Endo
- Yoshiko Miyazaki
- Hitomi Takahashi
- Keiko Matsuzaka
- Kota Yabu - Tatsuya da bambino
- Tsumotu Ikeda

## Anime
La serie anime è stata prodotta dallo studio Nippon Animation, diretta da Fumio Kurokawa e trasmessa da Nippon Television dal 25 aprile 1986 al 15 ottobre 1987 per un totale di 34 episodi.

### Episodi
| Nº | Giapponese 「Kanji」 - Rōmaji | In onda           | In onda |
| Nº | Giapponese 「Kanji」 - Rōmaji | Giapponese        |         |
| 1  | 「日本名作文学 伊豆の踊子」 - Nippon meisaku bungaku Izu no odoriko                                                               | 25 aprile 1986    |         |
| 2  | 「日本名作文学 潮騒 前編 春のめざめ」 - Nippon meisaku bungaku shiosai zenpen haru no mezame                                      | 2 maggio 1986     |         |
| 3  | 「日本名作文学 潮騒 後編 夏のあらし」 - Nippon meisaku bungaku shiosai kouhen natsu no arashi                                     | 9 maggio 1986     |         |
| 4  | 「日本名作文学 野菊の墓」 - Nippon meisaku bungaku nogiku no haka                                                                 | 16 maggio 1986    |         |
| 5  | 「日本名作文学 風立ちぬ」 - Nippon meisaku bungaku kaze tachi nu                                                                  | 23 maggio 1986    |         |
| 6  | 「日本名作文学 オリンポスの果実」 - Nippon meisaku bungaku orinposu no kajitsu                                                    | 30 maggio 1986    |         |
| 7  | 「日本名作文学 坊っちゃん 前編 新任教師怒る!」 - Nippon meisaku bungaku Bocchan zenpen shinnin kyoushi okoru!                     | 6 giugno 1986     |         |
| 8  | 「日本名作文学 坊っちゃん 後編 赤シャツ退治!」 - Nippon meisaku bungaku Bocchan kouhen aka shatsu taiji!                          | 13 giugno 1986    |         |
| 9  | 「日本名作文学 放浪記「風琴と魚の町」より」 - Nippon meisaku bungaku hourou ki 'fuukin to uono machi' yori                        | 20 giugno 1986    |         |
| 10 | 「日本名作文学 舞姫」 - Nippon meisaku bungaku maihime                                                                            | 27 giugno 1986    |         |
| 11 | 「日本名作文学 あすなろ物語」 - Nippon meisaku bungaku Asunaro monogatari                                                         | 4 luglio 1986     |         |
| 12 | 「日本名作文学 路傍の石 前編 中学志望」 - Nippon meisaku bungaku robou no ishi zenpen chuugaku shibou                             | 18 luglio 1986    |         |
| 13 | 「日本名作文学 路傍の石 後編 つらい日々」 - Nippon meisaku bungaku robou no ishi kouhen tsurai hibi                               | 25 luglio 1986    |         |
| 14 | 「日本名作文学 たけくらべ」 - Nippon meisaku bungaku take kurabe                                                                  | 1º agosto 1986    |         |
| 15 | 「日本名作文学 高野聖」 - Nippon meisaku bungaku takano Kiyoshi                                                                   | 8 agosto 1986     |         |
| 16 | 「日本名作文学 怪談 芳一ものがたり」 - Nippon meisaku bungaku Kaidan Yoshikazu monogatari                                         | 15 agosto 1986    |         |
| 17 | 「日本名作文学 赤川次郎 ホームタウンの事件簿」 - Nippon meisaku bungaku Akagawa Jirou hōmutaun no jiken bo                        | 29 agosto 1986    |         |
| 18 | 「日本名作文学 赤川次郎 天からの声」 - Nippon meisaku bungaku akagawa jirou ten kara no koe                                       | 5 settembre 1986  |         |
| 19 | 「日本名作文学 人生劇場」 - Nippon meisaku bungaku jinsei gekijou                                                                 | 12 settembre 1986 |         |
| 20 | 「日本名作文学 太陽の季節 危険な青春」 - Nippon meisaku bungaku taiyou no kisetsu kiken na seishun                                | 19 settembre 1986 |         |
| 21 | 「日本名作文学 春琴抄 心の糸鳴ります」 - Nippon meisaku bungaku Shunkin shoukokoro no ito nari masu                               | 3 ottobre 1986    |         |
| 22 | 「日本名作文学 姿三四郎 第一部 紘道館の風雲児」 - Nippon meisaku bungaku Sugata Sanyonrou dai ichibu hiroshi michi kan no fuuunji | 17 ottobre 1986   |         |
| 23 | 「日本名作文学 姿三四郎 第二部 必殺の山嵐」 - Nippon meisaku bungaku Sugata Sanyonrou dai ni bu hissatsu no yamaarashi            | 24 ottobre 1986   |         |
| 24 | 「日本名作文学 姿三四郎 第三部 右京ヶ原の対決」 - Nippon meisaku bungaku Sugata Sanyonrou dai san bu ukyou? hara no taiketsu      | 31 ottobre 1986   |         |
| 25 | 「日本名作文学 ビルマの竪琴 前編 埴生の宿」 - Nippon meisaku bungaku Biruma no tategoto zenpen hanyuu no yado                     | 7 novembre 1986   |         |
| 26 | 「日本名作文学 ビルマの竪琴 後編 別れのうた」 - Nippon meisaku bungaku Biruma no tategoto kouhen wakare no uta                    | 14 novembre 1986  |         |
| 27 | 「日本名作文学 明智小五郎 屋根裏の散歩者」 - Nippon meisaku bungaku Akechi Kogorou yaneura no sanpo sha                           | 21 novembre 1986  |         |
| 28 | 「日本名作文学 明智小五郎 心理試験」 - Nippon meisaku bungaku Akechi Kogorou shinri shiken                                        | 28 novembre 1986  |         |
| 29 | 「日本名作文学 明智小五郎 赤い部屋」 - Nippon meisaku bungaku Akechi Kogorou akai heya                                            | 5 dicembre 1986   |         |
| 30 | 「日本名作文学 新釈 遠野物語」 - Nippon meisaku bungaku shinshaku Toono monogatari                                                | 12 dicembre 1986  |         |
| 31 | 「日本名作文学 天に昇る愛」 - Nippon meisaku bungaku ten ni noboru ai                                                             | 19 dicembre 1986  |         |
| 32 | 「日本名作文学 シロ、北へ帰る」 - Nippon meisaku bungaku Shiro, kita he kaeru                                                     | 26 dicembre 1986  |         |
| 33 | 「学生時代」 - Gakusei jidai | 8 ottobre 1987    |         |
| 34 | 「友情」 - Yūjō | 15 ottobre 1987   |         |